# Aérodrome de Lonorore
L'aérodrome de Lonorore est situé au Vanuatu, sur l'Île de Pentecôte. Il est desservi par la compagnie Air Vanuatu.
Initialement doté d'une piste en herbe qui était inutilisable lors des hivers pluvieux, l'aérodrome a fait l'objet de travaux en 2008-2009, avec l'allongement de la piste construite en dur.

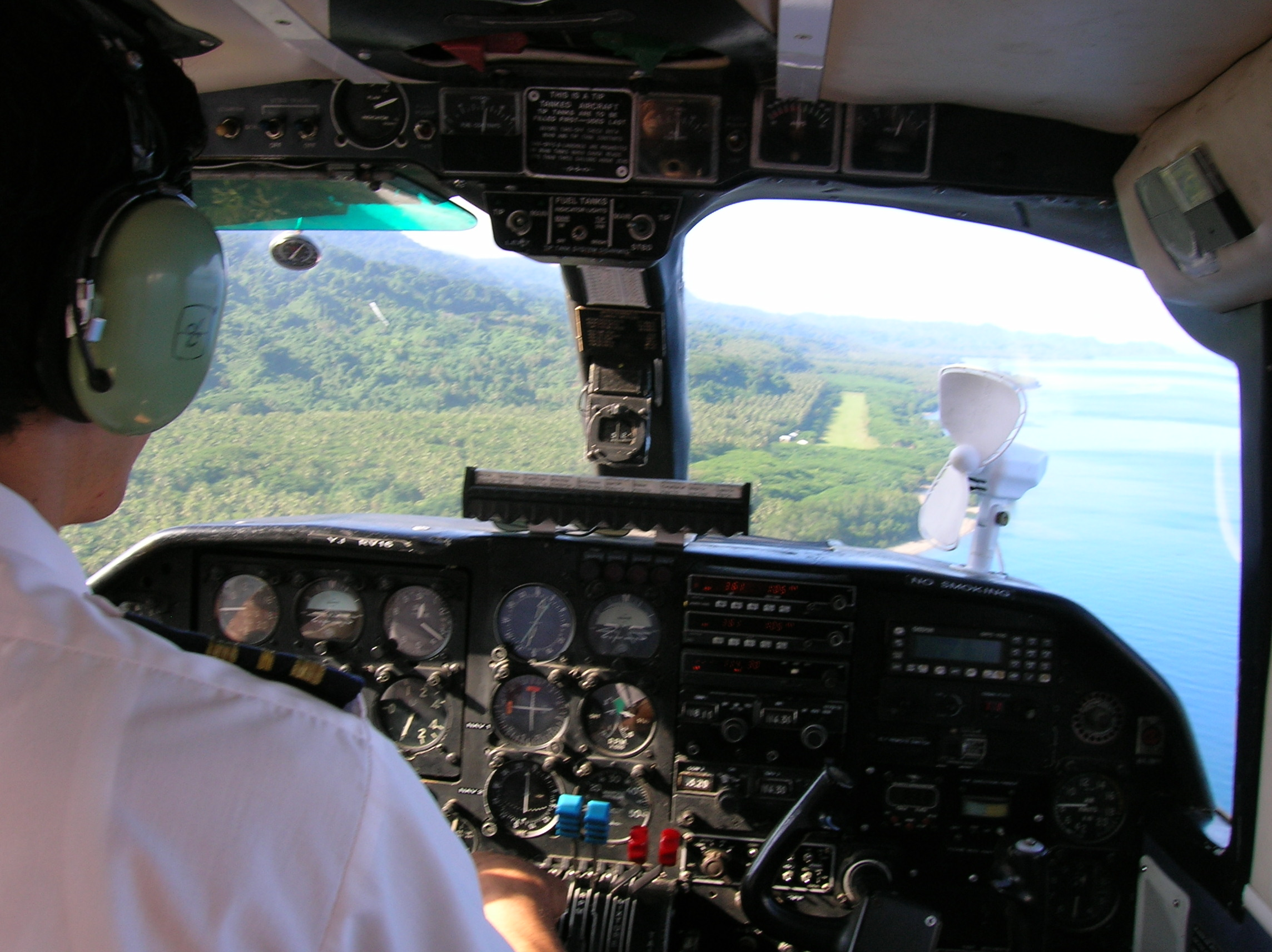
Approche de l'aérodrome en 2006 (piste en herbe).

## Situation
| Gaua Santo-Pekoa Port-Vila Anatom Aniwa Craig Cove Dillon's Bay Futuna Ipota Lamen Bay Longana Lonorore Maewo-Naone Malekoula Mota Lava Norsup Olpoi Paama Palikulo Bay Port Havannah Redcliffe Sara Siwo South West Bay Tongoa Torres Ulei Valesdir Vanua Lava Walaha Whitegrass |